# Temporada da BAA de 1946–47
A temporada da BAA de 1946-47 foi a temporada inaugural da American Basketball Association. Após a sua terceira temporada, 1948-1949, a BAA e a National Basketball League fundiram-se para criar a National Basketball Association. 
A liga foi lançada com 11 times jogando um cronograma de 60 jogos. O torneio de pós-temporada terminou com o Philadelphia Warriors se tornando o primeiro campeão da BAA, batendo o Chicago Stags por 4-1.
A NBA reconhece as três temporadas da BAA como parte de sua própria história, então a temporada da BAA de 1946-47 considerada a primeira temporada da NBA.

## Ocorrências
- Em 1 de novembro de 1946, o New York Knicks derrotou o Toronto Huskies por 68-66 em frente a 7.090 espectadores no Maple Leaf Gardens em Toronto. Ossie Schectman marcou a primeira cesta da história da BAA/NBA.[3][4]

## Resultados finais
| Equipa                      | V  | D  | %    | JA |
| --------------------------- | -- | -- | ---- | -- |
| x - Washington Capitols     | 49 | 11 | .817 | -  |
| x - Philadelphia Warriors C | 35 | 25 | .583 | 14 |
| x - New York Knicks         | 33 | 27 | .550 | 16 |
| Providence Steamrollers     | 28 | 32 | .467 | 21 |
| Toronto Huskies             | 22 | 38 | .367 | 27 |
| Boston Celtics              | 22 | 38 | .367 | 27 |

| Equipa                | V  | D  | %    | JA   |
| --------------------- | -- | -- | ---- | ---- |
| x - Chicago Stags     | 39 | 22 | .639 | -    |
| x - St. Louis Bombers | 38 | 23 | .623 | 1    |
| x - Cleveland Rebels  | 30 | 30 | .500 | 8.5  |
| Detroit Falcons       | 20 | 40 | .333 | 18.5 |
| Pittsburgh Ironmen    | 15 | 45 | .250 | 23.5 |

C - Campeão da NBA

X - Classificados aos playoffs

## Lideres em estatística
| Categoria    | Jogador         | Time                    | Número |
| ------------ | --------------- | ----------------------- | ------ |
| Pontos       | Joe Fulks       | Philadelphia Warriors   | 1,389  |
| Assistências | Ernie Calverley | Providence Steamrollers | 202    |
| FG%          | Bob Feerick     | Washington Capitols     | .401   |
| Lance livre  | Fred Scolari    | Washington Capitols     | .811   |

Nota: Antes da temporada de 1969-70, os líderes da liga em pontos e assistências eram determinados por totais e não por médias.

## Prêmios
- Equipe ideal:
  - Max Zaslofsky, Chicago Stags
  - Bones McKinney, Washington Capitols
  - Joe Fulks, Philadelphia Warriors
  - Stan Miasek, Detroit Falcons
  - Bob Feerick, Washington Capitols